# IFT Institut für Therapieforschung
Das IFT Institut für Therapieforschung ein selbstständiges Forschungsinstitut auf dem Gebiet der Abhängigkeitserkrankungen in München.

## Geschichte
Das unabhängige Forschungsinstitut für anwendungsnahe Fragestellungen wurde im Jahr 1973 in München von den
wissenschaftlichen Mitarbeitern der Abteilung Psychologie des Max-Planck-Instituts für Psychiatrie Johannes Clemens Brengelmann, Norbert Mai und Gerhard Bühringer gegründet. In der Anfangszeit arbeiten fünf wissenschaftliche Mitarbeiter am Institut. Parallel zur Gründung des Instituts für Therapieforschung wurde die „Projektgruppe Rauschmittelabhängigkeit“ am Max-Planck-Institut für Psychiatrie eingerichtet. 1987 integrierte man die „Projektgruppe Rauschmittelabhängigkeit“ in das IFT. In der Zeit von 1990 bis 1995 wurde das Institut für Therapieforschung auf die heutige Größe von über 20 wissenschaftlichen Mitarbeitern ausgebaut. Zwischenzeitlich hatte man 1993 die zum Institut gehörende Deutsche Beobachtungsstelle für Drogen und Drogensucht gegründet. Im Jahr 2003 gliederte man das Institut in die beiden Fachbereiche Epidemiologische Forschung und Interventionsforschung. Das eigenständige staatlich anerkannte Ausbildungsinstitut IFT-Gesundheitsförderung kooperiert eng mit dem IFT. Das Institut wird heute von einer gemeinnützigen Gesellschaft getragen. Die Finanzierung erfolgt auf der Basis von Projektförderungen und -aufträgen. Auftraggeber sind unter anderem Bundesministerien, Bundes- und Landesbehörden sowie EU-Organisationen.
Seit 1987 ist Gerhard Bühringer Leiter des Instituts.

## Aufgaben
Das Institut befasst sich schwerpunktmäßig mit der Forschung substanzbezogenen Störungen (legale und illegale Drogen sowie Medikamente), Pathologischem Spielen, Adipositas und Essstörungen. In beiden Fachbereichen werden grundlagen- und anwendungsbezogene Fragestellungen bearbeitet. Die Institutsinformation können mittels Nachrichtendienst bzw. über Internet bezogen werden.

## Forschung
Die acht Forschungsgruppen des IFT veröffentlichen unter anderem die Deutsche Suchthilfestatistik, den Epidemiologischen Suchtsurvey, die Europäische Schülerstudie zu Alkohol und anderen Drogen (ESPAD) sowie den nationalen REITOX-Bericht zur Drogensituation in Deutschland.